# Victor Lustig
Victor Lustig (pronunciació alemanya: [ˈvɪktoɐ̯ ˈlʊstɪç]; 4 de gener de 1890 - 11 de març de 1947) va ser un estafador altament qualificat d'Àustria-Hongria, que va emprendre una carrera criminal que va implicar la realització d'estafes a tot Europa i els Estats Units a principis del segle xx. Lustig és àmpliament considerat com un dels estafadors més famosos de la seva època, i és infame per ser "l'home que va vendre la Torre Eiffel dues vegades" i per dirigir l'estafa de la "caixa romanesa".

## Primers anys de vida
Victor Lustig va néixer a Hostinné, Bohèmia, Àustria-Hongria. Va ser excepcionalment dotat per aprendre durant tota la seva joventut, però també va demostrar ser un motiu de problemes. Als 19 anys, mentre feia un descans dels seus estudis a París, Lustig es va dedicar a les apostes. Durant aquest temps, va rebre una cicatriu al costat esquerre de la cara del nuvi gelós d'una dona amb qui va consortir. En sortir de l'escola, Lustig va aplicar la seva educació i la seva fluïdesa en diversos idiomes per embarcar-se en una vida delictiva, acabant per centrar-se en la realització de diverses estafes que li van proporcionar béns i diners i que el van convertir en un estafador professional.
Moltes de les estafes inicials de Lustig es van cometre en transatlàntics que navegaven entre els ports atlàntics de França i Nova York ; Entre els esquemes que va atraure a viatgers rics hi havia un en què es feia passar per un productor musical que buscava inversions en una producció inexistent de Broadway. Quan els serveis dels transatlàntics es van suspendre arran de la Primera Guerra Mundial, Lustig es va trobar a la recerca de nous territoris per obtenir ingressos i va optar per viatjar als Estats Units. En aquest moment, va començar a guanyar un nivell d'infàmia entre diverses agències policials per les estafes que va cometre, inclosa una que va realitzar el 1922, en què va enganyar un banc perquè li donés diners per una porció de bons que oferia per a recuperar propietat, només per fer utilitzar un truc de màgia per escapar tant amb els diners com amb els bons.

## Estafa de la "Torre Eiffel"
El 1925, Lustig va tornar a França. Durant la seva estada a París, va accedir a un article del diari que discutia els problemes amb què es mantenia el manteniment de la Torre Eiffel, cosa que li va donar inspiració per a un nou estafador. En aquell moment, el monument havia començat a caure en ruïnes i la ciutat cada cop costava més mantenir-lo i pintar-lo. Part de l'article va fer un comentari de passada que l'opinió pública general sobre el monument es dirigiria cap a les peticions de retirada, que era la clau per convèncer a Lustig que utilitzar-lo com a part del seu pròxim contrari seria lucratiu. Després d'investigar què necessitava per ajudar-lo a utilitzar la informació de l'article, Lustig es va posar a treballar per preparar l'estafa, que incloïa contractar un falsificador per produir-li falsos articles de papereria governamentals.
Un cop a punt, Lustig va convidar un petit grup de venedors de ferralla a una reunió confidencial en un hotel car, amb el qual es va identificar com a subdirector general del Ministère de Postes i Télégraphes (Ministeri de Correus i Telègrafs). A la reunió, va convèncer els homes que el manteniment de la Torre Eiffel s'estava convertint en un excés per a París i que el govern francès volia vendre-la per ferralla, però que, atès que aquest acord seria controvertit i probablement provocaria clam públic, res podria es divulgaran fins que no es pensin tots els detalls. Lustig va revelar que era l'encarregat de seleccionar el concessionari que rebria la propietat de l'estructura, afirmant que el grup havia estat seleccionat acuradament a causa de la seva reputació com a "empresaris honestos". El seu discurs va incloure una visió genuïna sobre el lloc del monument a la ciutat i sobre com no encaixava amb els altres grans monuments de la ciutat com les catedrals gòtiques o l'Arc del Triomf.
Durant la seva estada amb els concessionaris, Lustig va vigilar qui seria el més propens a caure en la seva estafa i va trobar la seva empremta en André Poisson, un home insegur que desitjava elevar-se entre els cercles interns de la comunitat empresarial parisenca. Com que Poisson va mostrar el major interès per comprar el monument, Lustig va decidir centrar-se en ell un cop els concessionaris li van enviar les seves ofertes. En organitzar una reunió privada amb Poisson, Lustig el va convèncer que era un funcionari corrupte, afirmant que la seva posició governamental no li donava un salari generós per l'estil de vida que desitjava gaudir. Creient que la venda de la Torre Eiffel li asseguraria un lloc entre els millors homes de negocis, Poisson va acceptar pagar un gran suborn per assegurar la propietat de la Torre Eiffel. No obstant això, una vegada que Lustig va rebre el suborn i els fons per a la "venda" del monument (al voltant de 70.000 francs), va fugir immediatament a Àustria.
Lustig sospitava que quan Poisson es va assabentar que havia estat enganyat, se sentiria massa avergonyit i avergonyit d'informar la policia francesa del que havia estat atrapat, tot i que, malgrat aquesta creença, va mantenir un control dels diaris mentre estava a Àustria. Les seves sospites aviat es van demostrar correctes quan no va poder trobar cap referència al seu inconvenient a les seves pàgines i, per tant, va decidir tornar a París més tard aquell mateix any per repetir l'estratègia una vegada més. No obstant això, quan Lustig va intentar estafar un altre grup de concessionaris i va aconseguir trobar una marca entre ells disposada a comprar la Torre Eiffel, la policia va ser informada de l'estafa i va fugir als Estats Units per eludir la detenció.

## L'estafa de la "caixa romanesa"
Una de les estafes més notables de Lustig va consistir a vendre marques inesperades a una caixa que afirmava que era una màquina que podia duplicar les factures de divises que s’hi inserissin, amb l'únic problema que el dispositiu necessitava sis hores per imprimir una còpia idèntica. Coneguda com a "caixa de diners" o "caixa romanesa", l'estafa implicava una caixa de caoba especialment dissenyada, aproximadament de la mida d'un maleter de vapor. El disseny de la caixa presentava dues ranures petites dissenyades per rebre factures i el paper per "imprimir" el duplicat, i un compartiment que contenia una disposició falsa de palanques i mecanismes que havien de ser "operats" per fer els duplicats.
Per tal de convèncer la marca que realment funcionava, Lustig els demanaria que li donessin una denominació específica de factura (per exemple, 100 dòlars), que l'inserissin al dispositiu juntament amb el paper i que després esperés amb ells fins que es fes el duplicat. Quan ho fes, Lustig portaria la marca amb ell a un banc per autenticar el bitllet. En realitat, la marca ignoraria el fet que Lustig havia amagat una nota genuïna dins del dispositiu; l'elecció de la denominació es va veure influïda pel que va introduir prèviament a la caixa. Un cop convençuda la marca, Lustig es negaria a vendre’ls la caixa fins que li oferissin un preu elevat. Abans de vendre-la, Lustig empaquetava la caixa amb notes genuïnes addicionals, per guanyar-li temps per fer una escapada neta, abans que la seva marca s'adonés que havien estat enganyades.
Un dels usos més famosos del dispositiu de Lustig va ser sobre un sheriff de Texas, a qui va convèncer de comprar-lo per milers de dòlars. En adonar-se que havia estat enganyat, el sheriff va perseguir Lustig fins a Chicago. En retrobar-lo de nou, el xèrif es va convèncer de creure que no funcionava correctament el dispositiu i se li va lliurar una gran quantitat d'efectiu com a compensació, sense saber que els diners eren falsificats. Aquesta falsificació acabaria provocant la seva detenció per part de les forces de l'ordre nord-americanes.

## Anys posteriors, captura i mort
Quan va esclatar la Gran Depressió, Lustig va inventar una arriscada estafa dirigida a Al Capone, sabent que s'enfrontaria a una mort segura si la seva victima s'adonava que estava sent enganyada. Per a Lustig, l'estafa no era un inconvenient directe, sinó un dissenyat per aconseguir que el seu objectiu se separés d'una quantitat relativament petita d'efectiu. Lustig va demanar a Capone que invertís 50.000 dòlars en un esquema piramidal, i després va guardar els diners que li van donar en una caixa forta durant dos mesos abans de retornar-lo, afirmant que l'acord havia caigut. Capone va tenir la impressió que tractava amb un home honest. En aquest moment, Lustig va dir a Capone que el fracàs de l'acord significava que havia perdut tots els mitjans per mantenir-se. Llavors va convèncer Capone perquè li donés 5.000 dòlars (1.000 dòlars, segons altres fonts) com "almoina", tal com Lustig havia planejat originalment.
El 1930, Lustig es va associar amb dos homes de Nebraska —el farmacèutic William Watts i el químic Tom Shaw— per dur a terme una operació de falsificació a gran escala. Tant Watts com Shaw van gravar les plaques que s’utilitzarien per fabricar els bitllets de dòlar falsificats, mentre que Lustig organitzava un grup de missatgers per distribuir les falsificacions, assegurant-se que es mantenien amb un perfil baix pel que fa a la producció de les falsificacions. En resum, l'operació va aconseguir circular milers de dòlars de diners falsificats cada mes durant els propers cinc anys, sobrenomenats "diners Lustig", tot i que la quantitat creixent que va entrar a l'economia nord-americana va acabar cridant l'atenció dels agents federals.
Quan l'amant de Lustig, Billy May, va saber que la traïa per la jove amant de Shaw, va decidir venjar-se i va trucar de forma anònima a les autoritats federals. El 10 de maig de 1935, Lustig va ser arrestat a Nova York i acusat de falsificació. Tot i que va admetre obertament la participació dels seus socis en l'operació, ell mateix va fingir desconeixement en la matèria. Tanmateix, la negativa de Lustig a revelar informació sobre una clau que es trobava en possessió va resultar ser la seva desfeita, ja que posteriorment es va trobar que va obrir un armariet a l'estació de metro de Times Square que contenia 51.000 dòlars en factures falsificades i les plaques amb les quals s’havien imprès.
El dia abans del seu judici, Lustig va aconseguir escapar de la Casa Federal de Detenció de Nova York fingint malalties i fent servir una corda especialment feta per sortir de l'edifici, però va ser recuperat 27 dies després a Pittsburgh. Lustig es va declarar culpable en el seu judici i va ser condemnat a quinze anys de presó a l'illa d'Alcatraz, Califòrnia, pel seu càrrec original, i cinc anys més per la seva fugida a la presó. El 9 de març de 1947, Lustig va contreure pneumònia i va ser declarat mort dos dies després al Centre Mèdic per a Presos Federals de Springfield, Missouri. Al seu certificat de defunció, la seva ocupació figurava com a aprenent de venedor.

## Deu manaments
S'ha atribuït a Lustig un conjunt d'instruccions conegudes com els "Deu manaments per a estafadors":
- Sigues pacient que escolta (és això, que no parla ràpidament, el que aconsegueix que un estafador tingui els seus cops).
- Mai us sembli avorrit.
- Espereu que l'altra persona reveli opinions polítiques i, a continuació, accepteu-les.
- Deixeu que l'altra persona reveli punts de vista religiosos i, després, tingui els mateixos.
- Tingueu en compte les xerrades sexuals, però no en feu un seguiment tret que l'altra persona mostri un fort interès.
- No discutiu mai sobre la malaltia, tret que es mostri una preocupació especial.
- No aprofundeixis mai en les circumstàncies personals d'una persona (a la llarga ho explicaran tot).
- Mai presumeixi: deixeu que la vostra importància sigui òbviament silenciosa.
- No us desfeu mai.
- No et emborratxis mai.